# Тимошенко (Ростовская область)
Тимошенко — хутор в Кагальницком районе Ростовской области.
Входит в состав Иваново-Шамшевского сельского поселения.

## География
На хуторе имеется одна улица:  Дачная.

## Население
| 2010 |
| ---- |
| 11   |